# Le origini (Alessio)
Le origini è il dodicesimo album in studio del cantautore italiano Alessio, pubblicato il 7 gennaio 2024.

## Tracce
1. L'anema – 2:40
2. Attesa d'amore – 3:02
3. Io more – 2:27
4. Vita mia – 4:40
5. Fotomodella – 2:35
6. Ti ho tradita ma Ti amo – 3:42
7. Core senza core – 2:34
8. Nisciuno – 3:57
9. Facimme Ammore – 2:58
10. Odiami – 3:25
11. Sto buono senza 'e te – 2:46
12. Tutta 'a vita cu' te – 3:02